# Andreas Kaplan
Andreas Kaplan (rođen 5. listopada 1977. u Münchenu, Njemačka) drži predavanja u području digitalne transformacije s naglaskom na umjetnu inteligenciju i virtualne svjetove, a usto je stručnjak za visoko obrazovanje. Predsjednik je sveučilišta Kühne Logistics. Prije toga Kaplan je bio rektor poslovne škole ESCP, koja je dio saveza Sveučilišta Sorbonne.

## Istraživanje
Kaplanovo istraživanje bavi se digitalnom transformacijom društva do koje dolazi zbog napretka u umjetnoj inteligenciji i komunikaciji na društvenim mrežama. Jedno od istraživanja koje je provelo  sveučilište Stanford svrstalo je Kaplana u skupinu najcitiranijih i najutjecajnijih znanstvenika na svijetu.  U bazi Google Scholar Kaplan je citiran više od 43 000 puta.

## Karijera
Kaplan je svoju karijeru započeo na pariškom institutu za političke znanosti Sciences Po i u poslovnoj školi ESSEC, a potom je prešao u poslovnu školu ESCP gdje je dobio mjesto rektora. Trenutačno vrši dužnost predsjednika sveučilišta Kühne Logistics. Kaplan je jedan od osnivača Europskog centra za digitalnu konkurentnost i član savjetodavnog odbora za poslovnu edukaciju na sveučilištu Kozminski.

## Obrazovanje
Kaplan ima pravo na držanje predavanja na sveučilištu Sorbonne kao i završen doktorat na Sveučilištu u Kölnu i poslovnoj školi HEC Paris. Diplomirao je na École nationale d'administration, MBA na ThePower Business School, magistrirao na ESCP-u i diplomirao na Sveučilište Ludvig Maksimilijan u Münchenu.

## Publikacije
- Kaplan, Andreas (2022). Artificial Intelligence, Business and Civilization: Our Fate Made in Machines. United Kingdom: Routledge. ISBN 9781032155319.
- Kaplan, Andreas (2022). Digital Transformation and Disruption of Higher Education. United Kingdom: Cambridge University Press. ISBN 9781108838900.
- Kaplan, Andreas (2021). Higher Education at the Crossroads of Disruption: The University of the 21st Century, Great Debates in Higher Education. United Kingdom: Emerald Publishing. ISBN 9781800715042.
- Kaplan Andreas (October 2015) European business and management. Sage Publications Ltd., London. ISBN 9781473925144